# Малый Николоворобинский переулок
Ма́лый Николоворо́бинский переу́лок — небольшая улица в центре Москвы в Таганском районе между Яузским бульваром и Большим Николоворобинским переулком.

## Происхождение названия
Название Большого и Малого Николоворобинских переулков возникло в XIX веке по церкви Николы «в Воробине», стоявшей здесь с XVII века. Церковь была построена стрельцами полка стрелецкого головы Данила Воробина.

## Описание
Малый Николоворобинский переулок проходит от Яузского бульвара на восток до Большого Николоворобинского. Домов по переулку не числится.

## Примечательные здания и сооружения
- № 6/9[по чему?] — Городская усадьба М. Г. Спиридова — Ф. К. Рюхардт (1876, архитектор В. А. Коссов)[1]